# سبيدر بينيت
سبيدر بينيت (4 أغسطس 1943 في الولايات المتحدة - ) (بالإنجليزية: Spider Bennett)‏ هو لاعب كرة سلة أمريكي في مركز مدافع مسدد الهدف. لعب مع سان أنطونيو سبرز.

## وصلات خارجية
- سبيدر بينيت على موقع سبورتس رفرنس (الإنجليزية)
- سبيدر بينيت على موقع بروبوليرز (الإنجليزية)